# Béla Várady
Béla Várady (né le 12 avril 1953 à Gömörszőlős en Hongrie et mort le 23 janvier 2014) est un footballeur hongrois. Il était attaquant.

## Palmarès
- Médaille d'argent aux Jeux olympiques d'été de 1972